# Cantonul Doulaincourt-Saucourt
Cantonul Doulaincourt-Saucourt este un canton din arondismentul Saint-Dizier, departamentul Haute-Marne, regiunea Champagne-Ardenne, Franța.

## Comune
| Comune                  | Populație (1999) | Cod poștal | Cod INSEE |
| ----------------------- | ---------------- | ---------- | --------- |
| Roches-Bettaincourt     | 598              | 52270      | 52044     |
| Cerisières              | 92               | 52320      | 52091     |
| Domremy-Landéville      | 80               | 52270      | 52173     |
| Donjeux                 | 405              | 52300      | 52175     |
| Doulaincourt-Saucourt   | 1 003            | 52270      | 52177     |
| Gudmont-Villiers        | 355              | 52320      | 52230     |
| Mussey-sur-Marne        | 339              | 52300      | 52346     |
| Rouécourt               | 58               | 52320      | 52436     |
| Rouvroy-sur-Marne       | 348              | 52300      | 52440     |
| Saint-Urbain-Maconcourt | 659              | 52300      | 52456     |
| Vaux-sur-Saint-Urbain   | 43               | 52300      | 52511     |